# Alain-Philippe Segonds
Alain-Philippe Segonds est un philologue, philosophe et historien des sciences né le 1er août 1942 à Paris où il est mort le 2 mai 2011,,.

## Biographie
Directeur de recherche au CNRS, il a été également directeur général des éditions Les Belles Lettres à partir de 1988. Traducteur du grec ancien, du latin et de l'italien, il a travaillé en particulier sur l'histoire du néoplatonisme et de l'astronomie, de l'Antiquité à la Renaissance.
Après des études au lycée Chaptal à Paris dans les années 1959-1961, Alain-Philippe Segonds étudie les lettres classiques à la Sorbonne entre 1962 et 1965. Il assiste en 1964 au dernier cours d'Alexandre Koyré à l'École pratique des hautes études.
À partir de 1966-1967, il suit les séminaires que le père André-Jean Festugière consacre à Proclus à l'École pratique des hautes études. À partir de 1973, René Taton l'intègre dans une équipe chargée d'éditer les œuvres de Copernic, dont De revolutionibus orbium coelestium publié en 2015.
En 1999, il signe pour s'opposer à la guerre en Serbie la pétition « Les Européens veulent la paix », initiée par le collectif Non à la guerre.

## Publications

### Coéditions et traductions de textes classiques

#### Antiquité
- (grc + fr) Anonyme (trad. Jean Trouillard et Alain-Philippe Segonds), Prolégomènes à la philosophie de Platon, Les Belles Lettres, coll. « Collection des universités de France Série grecque », 2003 (1re éd. 1990), 145 p. (ISBN 978-2-251-00412-9).
- Damascius, Commentaire du Parménide de Platon. Tome 1, éd. Leendert Gerritt Westerink, intr., tr. et notes Joseph Combès (de), avec la collaboration d'Alain-Philippe Segonds. Paris, Les Belles Lettres, 1997. (Collection des Universités de France).  (ISBN 978-2-251-00454-9).
- Damascius, Commentaire du Parménide de Platon. Tome 2, éd. Leendert Gerritt Westerink, intr., tr. et notes Joseph Combès, avec la collaboration d'Alain-Philippe Segonds. Paris, Les Belles Lettres, 1997. (Collection des Universités de France).  (ISBN 978-2-251-00456-3).
- Damascius, Commentaire du Parménide de Platon. Tome 3, éd. Leendert Gerritt Westerink, intr., tr. et notes Joseph Combès, avec la collaboration d'Alain-Philippe Segonds. Paris, Les Belles Lettres, 2002. (Collection des Universités de France).  (ISBN 978-2-251-00500-3).
- Damascius, Commentaire du Parménide de Platon. Tome 4, éd. Leendert Gerritt Westerink, intr., tr. et notes Joseph Combès, avec la collaboration d'Alain-Philippe Segonds et Concetta Luna. Paris, Les Belles Lettres, 2003. (Collection des Universités de France).  (ISBN 978-2-251-00512-6).
- Jamblique, Vie de Pythagore ; trad. Alain-Philippe Segonds et Luc Brisson. Paris, Les Belles Lettres, 1996. (La roue à livres ; 29). 240 p.  (ISBN 978-2-251-33924-5).
- Marinus, Proclus ou Sur le bonheur ; texte établi, traduit et annoté par Henri Dominique Saffrey et Alain-Philippe Segonds, avec la collaboration de Concetta Luna. Paris, Les Belles lettres, 2001. (Collection des Universités de France).  (ISBN 978-2-251-00496-9).
- Porphyre de Tyr, De l'abstinence. Tome 3, Livre IV ; éd. et tr. M. Patillon, Alain-Philippe Segonds et Luc Brisson. Paris, Les Belles Lettres, 1995. (Collection des Universités de France). lxiv-228 p.  (ISBN 978-2-251-00444-0).
- Porphyre de Tyr, Vie de Pythagore. Lettre à Marcella ; éd. et tr. Édouard des Places. Fragments de "L'histoire de la philosophie" ; éd. et tr. Alain-Philippe Segonds. Paris, Les Belles Lettres, 1982. (Collection des Universités de France). 255 p.  (ISBN 978-2-251-00361-0).
- Porphyre de Tyr, Isagoge ; textes grecs et latins, tr. par Alain de Libera et Alain-Philippe Segonds. Paris, J. Vrin, 1998. (Sic et non). Clxii-100 p.  (ISBN 978-2-7116-1344-1).
- Porphyre de Tyr, Lettre à Anébon l'Egyptien ; éd. et tr. Henri Dominique Saffrey et Alain-Philippe Segonds [avec une communication d'Elsa Oréal]. Paris, Les Belles Lettres, 2012. (Collection des Universités de France).  (ISBN 978-2-251-00576-8).
- Proclus, Commentaires de Platon. Alcibiade. Tome 1 ; éd. et tr. Alain-Philippe Segonds. Paris, Les Belles Lettres, 1985. (Collection des Universités de France). cxlix-337 p.  (ISBN 978-2-251-00388-7).
- Proclus, Commentaires de Platon. Alcibiade. Tome 2 ; éd. et tr. Alain-Philippe Segonds. Paris, Les Belles Lettres, 1985. (Collection des Universités de France). vii-424 p.  (ISBN 978-2-251-00393-1).
- Proclus, Commentaire sur le Parménide de Platon. Tome 1 (deux parties) ; éd. et tr. Alain-Philippe Segonds, [Carlos Steel] et Concetta Luna. Paris, Les Belles Lettres, 2007. (Collection des universités de France). dxlvi-547 p.  (ISBN 978-2-251-00538-6).
- Proclus, Commentaire sur le Parménide de Platon. Tome 2, Livre II ; éd. et tr. Alain-Philippe Segonds et Concetta Luna. Paris, Les Belles Lettres, 2010. (Collection des universités de France). cxliv-350p.  (ISBN 978-2-251-00560-7).
- Proclus, Commentaire sur le Parménide de Platon. Tome 3 (deux parties), Livre III ; éd. et tr. Alain-Philippe Segonds et Concetta Luna. Paris, Les Belles Lettres, 2011. (Collection des universités de France. Série grecque ; 479). cdxxviii-452 p.  (ISBN 978-2-251-00563-8).
- Proclus, Commentaire sur le Parménide de Platon. Tome 4 (deux parties), Livre IV ; éd. et tr. Concetta Luna et Alain-Philippe Segonds. Paris, Les Belles Lettres, 2013. (Collection des universités de France. Série grecque ; 501). cxliii-570 p.  (ISBN 978-2-251-00585-0).
- Proclus, Commentaire sur le Parménide de Platon. Tome 5, Livre V ; éd. et tr. Concetta Luna et Alain-Philippe Segonds. Paris, Les Belles Lettres, 2014. (Collection des universités de France. Série grecque ; 506). cii-304 p.  (ISBN 978-2-251-00590-4).
- Proclus, Commentaire sur le Parménide de Platon. Tome 6, Livre VI ; éd. et tr. Concetta Luna et Alain-Philippe Segonds. Paris, Les Belles Lettres, 2017. (Collection des universités de France. Série grecque ; 533). cxv-472 p.  (ISBN 978-2-251-00613-0).
- Proclus, Commentaire sur le Parménide de Platon. Tome 7, Livre VII ; éd. et tr. Concetta Luna et Alain-Philippe Segonds. Paris, Les Belles Lettres, 2021. (Collection des universités de France. Série grecque ; 554). cliv-608 p.  (ISBN 978-2-251-00638-3).

#### Renaissance
- Georg Joachim Rheticus, Narratio Prima, trad. Henri Hugonnard-Roche et Jean-Pierre Verdet, avec la collaboration de Michel-Pierre Lerner et Alain-Philippe Segonds. Wrocław ; Warszawa ; Kraków : Ossolineum, 1982 (Studia Copernicana ; 20).
- Kepler, Le secret du monde, tr. Alain-Philippe Segonds. Paris : les Belles Lettres, 1984. (Science et humanisme).  (ISBN 978-2-251-34501-7).
- Tycho Brahe, Sur une étoile nouvelle, tr. Alain-Philippe Segonds, in : Jean-Pierre Verdet, éd., Astronomie et astrophysique (textes essentiels), Paris : Flammarion, 1993, p. 239-270.
- Giordano Bruno, Œuvres complètes. Vol. 8, Le Procès ; texte et trad. par Alain-Philippe Segonds. Paris : les Belles Lettres, 2000.  (ISBN 978-2-251-34452-2).
- Giordano Bruno, Œuvres complètes. Vol. 9, Per una bibliografia di Giordano Bruno, 1800-1999, par Maria Cristina Figorilli ; texte revu par Alain-Philippe Segonds. Paris, les Belles Lettres, 2003.  (ISBN 978-2-251-34470-6).
- La guerre des astronomes. La querelle au sujet de l'origine du système géo-héliocentrique à la fin du XVIe siècle. Vol. 1, Introduction ; par Nicholas Jardine et Alain-Philippe Segonds. Paris : Les Belles Lettres, 2008. (Science et humanisme).  (ISBN 978-2-251-34513-0).
- La guerre des astronomes. La querelle au sujet de l'origine du système géo-héliocentrique à la fin du XVIe siècle. Vol. 2, Le Contra Ursum de Kepler ; par Nicholas Jardine et Alain-Philippe Segonds. Paris : Les Belles Lettres, 2008. (Science et humanisme).  (ISBN 978-2-251-34512-3).
- Traduction du livre III (De sole), chapitre XXXII de Giovanni Battista Riccioli, Almagestum novum astronomiam veterem novamque complectens, observationibus aliorum, et propriis novisque theorematibus, problematibus ac tabulis promotam. In tres tomos distributam (Bononiæ, 1651), vol. I, 179-182, in : Denis Savoie, L’aspect gnomonique de l'œuvre de Fouchy : La méridienne de temps moyen, Revue d'histoire des sciences, vol. 61-1, 2008, p. 51-61.
- Copernic, De revolutionibus orbium coelestium / Des révolutions des orbes célestes ; éd. critique bilingue sous la dir. de Michel-Pierre Lerner, Alain-Philippe Segonds, Jean-Pierre Verdet. 3 vol. Paris : Les Belles Lettres, 2015. (Sciences et humanisme).  (ISBN 9782251345147).

### Traductions d'ouvrages contemporains
- James Evans, Histoire et pratique de l'astronomie ancienne, traduction française par Alain Segonds. Paris, Les Belles Lettres, 2016. 557p.  (ISBN 9782251420233)
- Guglielmo Cavallo, Lire à Byzance ; trad. P. Odorico et Alain-Philippe Segonds. Paris, Les Belles Lettres, 2006. (Séminaires byzantins). 168 p.  (ISBN 978-2-251-44309-6).
- Giovanni Pugliese Carratelli, Les lamelles d'or orphiques. Instructions pour le voyage d'outre-tombe des initiés grecs ; trad. de l'italien par Alain-Philippe Segonds et Concetta Luna. Paris, les Belles lettres, 2003 (Vérité des mythes. Sources). 151 p.  (ISBN 978-2-251-32435-7).
- Walter Burkert, Les cultes à mystères dans l'Antiquité ; trad. Alain-Philippe Segonds. Paris, les Belles lettres, 2003. (Vérité des mythes ; 22). 194 p.  (ISBN 978-2-251-32436-4).

### Articles, autres publications
- Proclos et l'astronomie, dans : Proclus lecteur et interprète des Anciens. Colloque international du CNRS  (Paris, CNRS, 1987.  (ISBN 978-2-222-04043-9), p. 319-334.
- À propos d'une page du De Aeternitate Mundi de Jean Philopon, in : Chercheurs de sagesse. Hommage à Jean Pépin, sous la dir. de Marie-Odile Goulet-Cazé, Goulven Madec, Denis O'Brien (Paris : Institut d'Études Augustiniennes, 1992), p. 461-479.
- Tycho Brahe et l'alchimie, dans : Alchimie et philosophie à la Renaissance (Paris, J. Vrin, 1993.  (ISBN 978-2-7116-1172-0), p. 365-378.
- Domninos de Larissa, in : Richard Goulet, éd., Dictionnaire des Philosophes Antiques, vol. 2 (Paris : CNRS, 1994), p. 892-896.
- Kepler et l'infini, dans : Infini des philosophes, infini des astronomes (Paris 1995), p. 21-40.
- Tycho Brahe, in Centuriae latinae. Cent une figures humanistes de la Renaissance aux Lumières offertes à Jacques Chomarat, études réunies par Colette Nativel (Genève : Droz, 1997), p. 175-182.
- Johannes Kepler, in : Centuriae latinae. Cent une figures humanistes de la Renaissance aux Lumières offertes à Jacques Chomarat, études réunies par Colette Nativel (Genève : Droz, 1997), p. 457-472.
- Proclus et la théologie platonicienne. Actes du colloque international de Louvain (13-16 mai 1998) en l'honneur de Henri Dominique Saffrey et Leendert Gerritt Westerink / éd. par Alain-Philippe Segonds et Carlos Steel avec l'assistance de Concetta Luna et A. F. Mettraux. Louvain : Leuven University Press, 2000. (Ancient and medieval philosophy ; 26). XLI-695 p.  (ISBN 978-90-5867-020-5).
- [avec Nicholas Jardine], Kepler as reader and translator of Aristotle, in : C. Blackwell et Sachiko Kusukawa (eds), Philosophy in the Sixteenth and Seventeenth Centuries: Conversations with Aristotle (Ashgate: Aldershot, 1999.  (ISBN 978-0-86078-668-9), p. 206-233.
- Le retour en Italie de Giordano Bruno "philosophe", in : Freiburger Zeitschrift für Philosophie und Theologie, vol. 48-3 (2001), p. 269-280.
- [avec Nicholas Jardine], A challenge to the reader: Petrus Ramus on astrologia without hypotheses, in Mordechai Feingold, J. S. Freedman et W. Rother (eds), The Influence of Petrus Ramus: Studies in Sixteenth and Seventeenth Century Philosophy and Sciences (Basel : Schwabe, 2001), p. 248-266.
- Le texte d'Aristote et de ses commentateurs / actes du Congrès de Montréal ; textes réunis par Richard Bodeüs et Alain-Philippe Segonds. Paris : les Belles lettres, 2005. (Anagôgê).  (ISBN 2-251-18002-8).
- [avec Nicholas Jardine, Dieter Launert, Adam Mosley et Karin Tybjerg], Tycho versus Ursus. The build-up to a trial (I), Journal for the History of Astronomy, 36-1, 2005, 81-106.
- [avec Nicholas Jardine, Dieter Launert, Adam Mosley et Karin Tybjerg], Tycho versus Ursus. The build-up to a trial (II), Journal for the History of Astronomy, 36-2, 2005, 125-165.
- Rothmann (Christoph), c. 1555-c. 1600, in : Centuriae latinae II. Cent une figures humanistes de la Renaissance aux Lumières à la mémoire de Marie-Madeleine La Garanderie, réunies par Colette Nativel (Genève : Droz, 2006), p. 735-742.
- [avec Michel Pierre Lerner], Sur un avertissement célèbre : l'Ad lectorem du De revolutionibus de Nicolas Copernic, Galileana, 5, 2008, 113-148.
- Astronomie terrestre / Astronomie céleste chez Tycho Brahe, in : Nouveau ciel, nouvelle terre. La révolution copernicienne dans l’Allemagne de la Réforme (1530-1630), éd. Miguel Angel Granada et Edouard Mehl (Paris : les Belles Lettres, 2009), p. 109-142.
- [avec Henri Dominique Saffrey], Le témoignage de saint Augustin dans la reconstitution de la "Lettre à Anébon, l'égyptien", par Porphyre, Comptes rendus des séances de l'année de l'Académie des inscriptions et belles-lettres, no 1, 2009, p. 163-194.

## Hommages
- Studia graeco-arabica, vol. 2 (2012)
- Omnia in uno. Hommage à Alain-Philippe Segonds ; éd. par Caroline Noirot et Nuccio Ordine. Paris : les Belles Lettres, 2012.  (ISBN 978-2-251-44457-4).

## Nécrologies
- Gattei (Stefano), Éloge : Alain-Philippe Segonds (1942-2011), Isis, 102/4, 2011, p. 734-737.
- Gattei (Stefano), Segonds, umanista delle Belle Lettere, Il Sole-24 Ore, 5 juin 2011, supplément, p. 11.
- Ordine (Nuccio), Alain Segonds porto in Francia i classici italiani, Corriere della Sera, 4 mai 2011.
- Gargano (Antonio), Segonds, l’ammiratore di Giordano Bruno. Muore a 68 anni il direttore di « Les Belles Lettres »: amava Napoli, La Reppublica Napoli, 5 mai 2011.
- Lerner (Michel-Pierre), Alain-Philippe Segonds (1942-2011), Journal for the History of Astronomy, 42/4, 2011, p. 542-543.
- Lerner (Michel-Pierre), Hommage à Alain-Philippe Segonds (1942-2011), Galilaeana, 8, 2011, p. 269-273.
- Roudet (Nicolas), Nachruf : Alain-Philippe Segonds (1942-2011), Acta Historica Astronomiae 43, 2011, 400-403.
- Saffrey (Henri Dominique), Alain-Philippe Segonds 1942-2011, International Journal of the Platonic Tradition, 5/2, 2011, p. 201-208.